# نوخاني (بلدية)
نوخاني (بالأذرية: Novxanı، بالإنجليزية: Novxanı، بالتركية: Novhanı، بالروسية: Новханы، بالفارسية: نوخانی): هي قرية وبلدية فيمقاطعة آبشوران في أذربيجان. يبلغ عدد سكانها 4,468 نسمة. الاسم يعنيالبيت الجديد باللغة الفارسية.